# Oresbius hirticornis
Oresbius hirticornis är en stekelart som först beskrevs av Wilhelm Ferdinand Erichson 1851.  Oresbius hirticornis ingår i släktet Oresbius och familjen brokparasitsteklar. Inga underarter finns listade i Catalogue of Life.